# 4154 Rumsey
4154 Rumsey este un asteroid din centura principală, descoperit pe 10 iulie 1985 de Alan Gilmore și Pamela Kilmartin.